# 博加托耶區

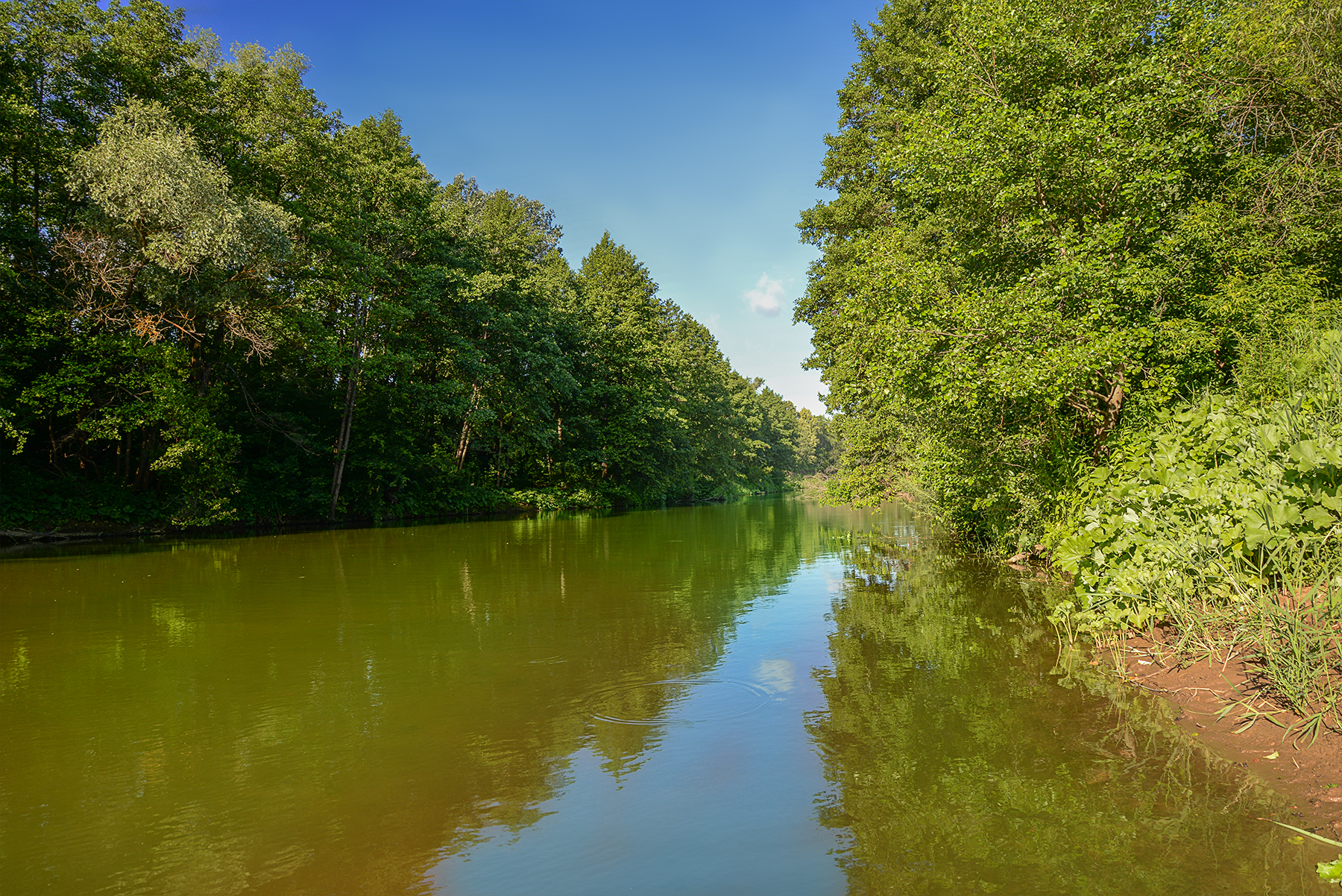

53°04′N 51°20′E / 53.067°N 51.333°E
博加托耶區（俄语：Богатовский район），是俄羅斯的一個區，位於該國西南部，由薩馬拉州負責管轄，面積824平方公里，2010年人口14,142，人口密度每平方公里17.16人。